# اقتصاد کانادا

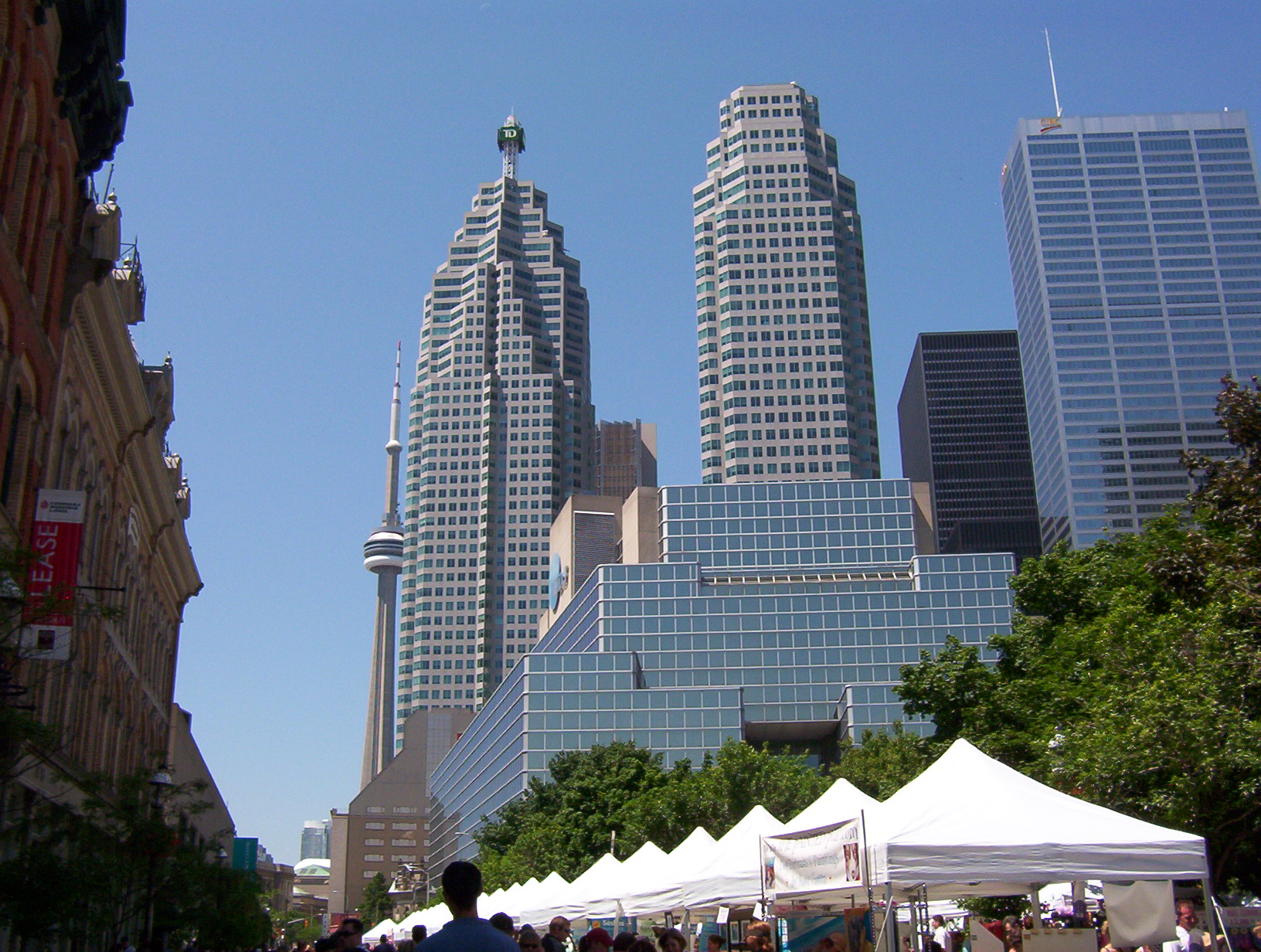

کشورکانادا عضوی از سازمان همکاری اقتصادی و توسعه (OECD) و گروه ۸ (G8) است. کانادا شانزدهمین اقتصاد برتر جهان است .این کشور دارای اقتصاد بازار آزاد جهانی است که نسبت به ایالات متحده وابستگی بیشتری به دولت دارد ولی مداخلات اقتصادی دولتی آن کمتر از اکثر کشورهای اروپایی است.
کانادا از دیرباز نسبت به کشورها ی همسایهٔ جنوبی‌اش از سرانهٔ رشد ناخالص کمتری برای محصولات داخلی خود برخوردار بود که بدین ترتیب ثروت ناخالص ملی به صورت برابری درمیان مردم توزیع شده‌است که با این وجود این میزان رشد اقتصادی نسبت به رشد اقتصادی اروپای غربی بیشتر است. دردهه‌های گذشته، پس از گذراندن دوره‌ای از اغتشاش، اقتصاد این کشور به سرعت پیشرفت کرد و نرخ بیکاری پایین آمد و دولت بزرگ آن کوچک شد و به دولت فدرال بدل شد.
امروزه سیستم اقتصادی این کشور بر پایه بازار، الگوی تولید و استانداردهای زندگی بسیار شبیه به اقتصاد ایالات متحده آمریکاست.
طبق آمارگیری اکتبر ۲۰۰۶، درحالی که نرخ بیکاری طی ۳۰ سال گذشته درپایین‌ترین حد خود، ۶٫۳ قرار داشت، نرخ بیکاری استانی از نرخ پایین ۳٫۶ در استان آلبراتا تا نرخ بالای ۱۴٫۶ درصد در نیوفوندلند و لابرادور متفاوت بود.
در قرن گذشته رشد تأ ثیر گذار بخش‌های خدماتی، معدن، کارخانجات، باعث شد که اقتصاد این کشور که وابستگی زیادی به اقتصاد مناطق روستایی داشت به اقتصاد شهری وصنعتی، تغییر یابد. همانند دیگر کشورهای جهان اول، اقتصاد کانادا، با صنایع خدماتی اداره می‌شود، که سه‌چهارم کانادایی‌ها در این صنعت مشغول به کارند.
این کشور از نظر اهمیت دادن به بخش صنایع پایه با دیگر کشورهای جهان اول تفاوت‌هایی دارد و دو صنعت نفت خام و چوب‌بری هم در این کشور جزو مهم‌ترین صنایع به حساب می‌آید.
کانادا یکی از معدودترین کشورهای پیشرفته‌ای است که صادرکنندهٔ انرژی خالص در جهان است. کانادا دارای ذخایر وسیعی از گاز طبیعی در سواحل شرق و منابع بزرگ گاز و نفت در آلبرتا است ونیز در همسایگی آن یعنی بریتیش کلمبیا و ساسکاچوان است.

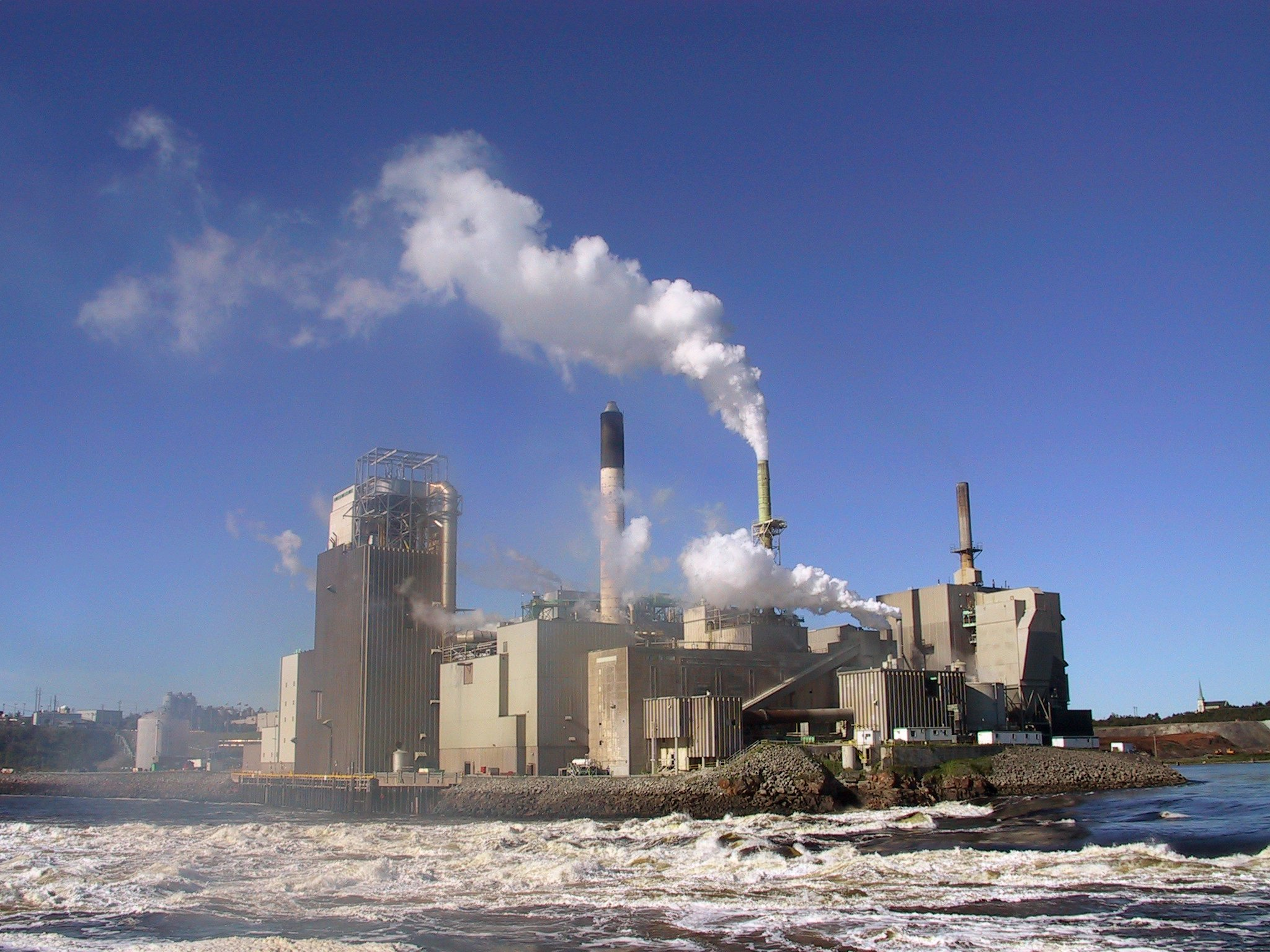

در منطقهٔ وسیع اتاباسکا تارسندز، منابع نفت و گاز فراوانی است که با استخراج آن‌ها کانادا به دومین کشور دارای ذخایر نفت و گاز در جهان بعد از عربستان سعودی تبدیل شده‌است.
در کبک، بریتیش کلمبیا – نیوفولد ولابرادور، انتاریو و مانیتوبا، انرژی الکتریکی ارزان است و از آنجا که به ضرر محیط زیست نیست، استفادهٔ گسترده‌ای از آن می‌شود.
این کشور همچنین یکی از عرضه‌کنندگان اصلی محصولات کشاورزی است که منطقهٔ استپ این کشور یکی از مهم‌ترین عرضه‌کنندگان غلات مثل گندم و انواع دیگر در دنیاست.
کانادا بزرگ‌ترین تولید کنندهٔ اورانیوم و روی و بسیاری از محصولات منابع طبیعی، مثل طلا، نیکل، آلومینیوم وسرب است
اگر نگوییم اکثر شهرها ولی تعداد زیادی از مردم شهرها در بخش شمالی که انجام کشاورزی در آن مشکل است، به خاطر نزدیکی به منابع و معادن، از راه صنعت معدن و با استفاده از منابع چوب زندگی می‌گذرانند. کانادا همچنین دارای بخش صنایع نسبتاً بزرگی است که در کبک وانتاریو جنوبی قرار دارد که صنعت اتومبیل‌سازی در آن اهمیت خاصی دارد.
کانادا وابستگی بالایی به بخش تجارت بین‌المللی خصوصاً تجارت با ایالات متحده دارد. قرارداد تجارت آزاد U.S – کانادا(FTA)، در سال ۱۹۸۹ و قرارداد تجارت آزاد آمریکای شمالی (NAFTA) که مکزیک هم جزء آن می‌شد، باعث افزایش قابل توجهی در برقراری مناسبات اقتصادی و تجاری با ایالات متحده شد. از سال ۲۰۰۱، کانادا مؤفق شد که از رکود اقتصادی فاصله بگیرد و از نظر کارکرد امور اقتصادی در میان اعضای گروه ۸ همچنان بهترین باقی بماند.
از اواسط سال‌های ۱۹۹۰، دولت فدرال مازاد بودجهٔ سالیانهٔ خود را برای ادای قرض به کشورهایی که بدهی دارند می‌فرستد.
کانادا بزرگترین صادرکننده نفت به آمریکا است.